# Megaestructura
Se le llama megaestructura a cualquier construcción artificial de proporciones gigantescas, propia de la ingeniería de megaescala. Este tipo de estructuras son descritas con medidas de cientos de kilómetros, en al menos una dimensión, y no es inhabitual que sean estructuras espaciales de algún tipo. 

## Megaestructuras arquitectónicas
Las megaestructuras no sólo se encuentran en la ciencia ficción, sino que fueron uno de los campos de investigación arquitectónica de los años 1950 y 1960 y hasta el presente han llegado varios ejemplos construidos, entre ellos el Brunswick Centre de Londres.
El desarrollo de la técnica hizo posible por aquellas fechas empezar a pensar en estructuras enormes que fueran capaces de albergar varias actividades. De hecho, esta es la definición que Fumihiko Maki hace de ellas:

"Una gran estructura donde tienen cabida todas las funciones de una ciudad o parte de ella."

Es muy importante para entender qué es realmente una megaestructura arquitectónica no dejarse llevar por la idea del tamaño, que también es importante, pero sobre todo por la idea de variedad de usos. Una estructura por más grande que sea, si no cobija actividades variadas, no tiene la clasificación de megaestructura sino de estructura grande. Justamente aquí recae la diferencia entre megaestructura arquitectónica y de ciencia ficción.

## Megaedificios existentes

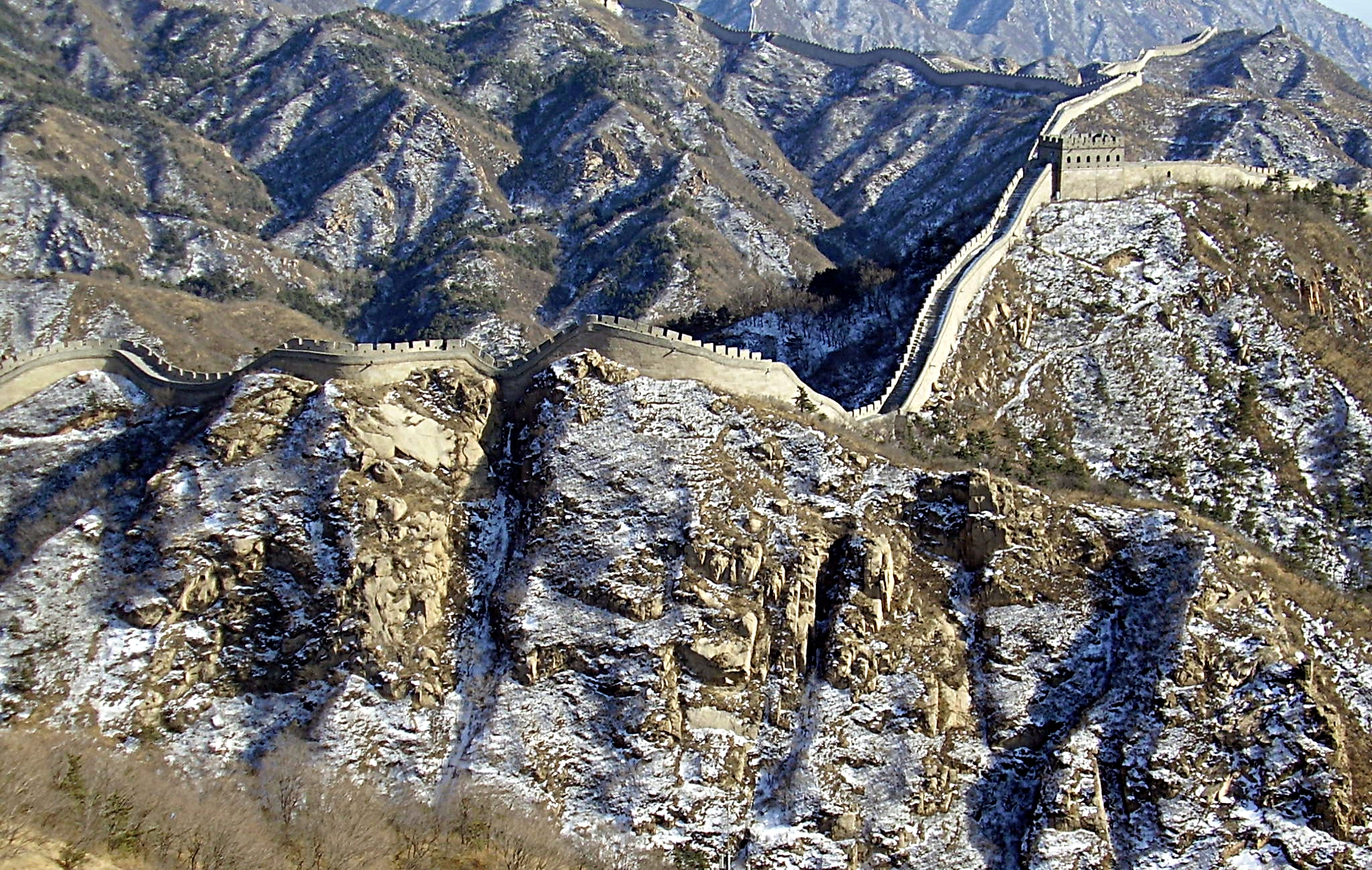
La Gran Muralla china es un ejemplo de megaestructura. Esta fotografía fue tomada cerca de Pekín en invierno.

La Gran Muralla China, la primera megaestructura propiamente dicha fabricada por el hombre.
- Las redes ferroviarias y carreteras modernas pueden calificar como megaestructuras por su talla y diseño indudablemente útil, aunque suelen ser ignoradas en la ficción, por ser algo que los lectores conocen bien.

## Megaestructuras hipotéticas
Existen propuestas de físicos e ingenieros que describen megaestructuras físicamente plausibles, aunque no necesariamente con la técnica presente, que podrían ser construidas en un hipotético futuro. Pese a ser especulativas, los que las proponen tratan de demostrar que sus características (por ejemplo, la resistencia de sus materiales) no violan lo permitido por la física.
- Megaestructuras intercontinentales:
- Presa Puente, presa de puente estrecho en Gibraltar para unir Europa y África y regular el nivel del mar Mediterráneo, además de permitir el paso de fauna y flora marina, transporte marítimo de barcos y submarinos y en caso de subida de las aguas, preservar el mar Mediterráneo.[1]
- Megaestructuras mayores que planetas:
  - Esfera de Dyson, una megaestructura cuyo propósito es obtener la mayor cantidad de energía posible de una estrella. Es básicamente una cubierta esférica formada por una enorme cantidad de colectores solares en órbita de dicha estrella, cuyo radio es comparable al de una órbita planetaria (del orden de millones de kilómetros).

- Megaestructuras de talla planetaria
  - Globus Cassus, un proyecto científico-artístico que toma ciertas libertades con la plausibilidad física, en pos de proponer una antítesis de la Tierra, y llevar la extrapolación hasta sus últimas consecuencias éticas, estéticas y filosóficas. Consiste en la gradual transformación de la Tierra en una estructura hueca rotatoria del tamaño de Saturno, con espacio interior habitable mucho mayor a la superficie habitable actual.

- Megaestructuras de talla sub-planetaria:
  - El bucle de Lofstrom, una megaestructura dinámica que permitiría lanzar cargas y personas en órbita baja. Sería básicamente una delgada cadena ferromagnética dentro de un tubo al vacío, de miles de kilómetros de largo y en rotación a velocidades mayores a la velocidad de escape terrestre. Usando deflectores activos electromagnéticos (análogos a motores lineales) puede hipotéticamente hacérsele levantar de la superficie terrestre sostenida por la enorme inercia de la propia cadena, y alcanzar más de 80 kilómetros de altitud en su parte más alta. Dicha cadena se usaría como un riel para cabinas tipo maglev, que serían aceleradas hasta alcanzar velocidades orbitales en la parte más alta.
  - La fuente orbital, esta es otra megaestructura dinámica similar al bucle de Lofstrom, consistente en un conjunto de estructuras flotantes sostenidas por la inercia de un flujo continuo de balastas ferromagnéticas, siendo recibidas y desviadas de nuevo a tierra por poderosos imanes; dichas balastas serían lanzadas por un acelerador de masa desde tierra. Manteniendo un flujo continuo de balastas, los ponentes de esta estructura afirman que ésta podría mantenerse indefinidamente a flote sobre un punto fijo de la superficie terrestre, a una altura casi arbitraria.
  - La Soletta o espejo espacial, una hipotética estructura orbital de cientos de kilómetros, hecha de hojas delgadas de metal u otro material reflectante. La función de dicho espejo espacial sería reflejar la luz solar hacia un planeta y aumentar la insolación total de mundos como Marte, dentro de un proceso de terraformación.

- Estructuras orbitales:
  - Los ascensores espaciales.
  - Los ganchos espaciales o Rotavators.
  - El anillo orbital.

## Megaestructuras en la ficción
La literatura de ficción o especulativa, entre otros medios, abunda en ejemplos de megaestructuras, muchas veces, sacadas directamente de las propuestas que hacen los creadores de megaestructuras hipotéticas; entre ellas se pueden mencionar:
- Megaestructuras mayores que planetas:
  - La esfera de Dyson de Freeman Dyson
  - El mundo anillo de Larry Niven
  - La Ciudad, en el manga BLAME!

- Megaestructuras de talla planetaria
  - La Estrella de la muerte, en la serie de Star Wars.
  - Mata Nui, en la franquicia BIONICLE, es un robot del tamaño de un planeta en el cual hay un mundo en su interior.
  - En la película Moonfall, la Luna se acerca peligrosamente a nuestro planeta lo que lleva a descubrir que en su interior se esconde una megaestructura extraterrestre.

- Estructuras orbitales
  - Los ascensores espaciales de la novela Las fuentes del paraíso, de Arthur C. Clarke.
  - Los Orbitales de la serie de libros de La Cultura.
  - Los Halos en la saga de videojuegos de Halo: Combat Evolved.